# 33e et 34e cérémonies des Nika
Les 33e et 34e cérémonies des Nika, organisés par l'Académie Russe des Sciences et des Arts Cinématographiques, se déroulent au Théâtre "chanson russe" à Moscou le 25 avril 2021 et récompensent les films russes sortis en 2019 et en 2020.
La cérémonie récompensant les films sortis en 2019, initialement prévue le 30 mars 2020, a été reportée à cause de la pandémie de Covid-19 et se déroule donc en même temps que la cérémonie récompensant les films sortis en 2020.
Le film Le Français de Andreï Smirnov remporte le Nika du meilleur film et le Nika du meilleur réalisateur pour les films sortis en 2019, alors que le film Chers Camarades ! de Andreï Kontchalovski remporte le Nika du meilleur film et le Nika du meilleur réalisateur pour les films sortis en 2020.

## Palmarès des films sortis en 2019

### Nika du meilleur film
- Le Français (Француз) de Andreï Smirnov
  - Ayka (Айка) de Sergueï Dvortsevoï
  - Michel-Ange (Грех) de Andreï Kontchalovski
  - Une grande fille (Дылда) de Kantemir Balagov
  - Odessa (Одесса) de Valeri Todorovski

### Nika du meilleur film de CEI, de Géorgie et des États baltes
- Inspirez-Expirez (Вдох-выдох) de Dito Tsintsadze •  Géorgie
  - Pieds nus (Босоногий) de Mirlan Abdykalykov •  Kirghizistan
  - Votre Honneur (Ваша честь) de Andres Puustusmaa •  Estonie
  - Longue Nuit (Долгая ночь) de Edgar Baghdasarian •  Arménie
  - Chirakchi (Шыракшы) de Ermek Tursunov •  Kazakhstan

### Nika du meilleur documentaire
- Khoutsiev. On tourne ! (Хуциев. Мотор идет!) de Piotr Chepotinnik
  - Andreï Tarkovski. Le cinéma comme une prière (Андрей Тарковский. Кино как молитва) de Andreï Tarkovski Jr
  - Le Cinéma de l'époque des changements (Кино эпохи перемен) de Alekseï Fedortchenko
  - Sur Kira en cachette (О Кире украдкой) de Irina Vassilieva

### Nika du meilleur film d'animation
- Il ne peut pas vivre sans l'espace de Konstantin Bronzit
  - Les Liens (Узы) de Dina Velikovskaya
  - La Maîtresse de la montagne de cuivre (Хозяйка Медной горы) de Dmitri Geller

### Nika du meilleur réalisateur
- Andreï Smirnov pour Le Français (Француз)
  - Kantemir Balagov pour Une grande fille (Дылда)
  - Sergueï Dvortsevoï pour Ayka (Айка)

### Nika du meilleur acteur
- Leonid Iarmolnik pour son rôle dans Odessa (Одесса)
  - Alexeï Agranovitch pour son rôle dans L'Humoriste (Юморист)
  - Alexey Vertkov pour son rôle dans Dimanche (Воскресенье)
  - Alexandre Pal pour son rôle dans La Fidélité (Верность)

### Nika de la meilleure actrice
- Samal Yeslyamova pour son rôle dans Ayka
- Viktoria Mirochnitchenko pour son rôle dans Une grande fille
  - Elena Susanina pour son rôle dans La Fidélité (Верность)

### Nika du meilleur acteur dans un second rôle
- Alexandre Baluev pour son rôle dans Le Français
  - Mikhaïl Efremov pour son rôle dans Le Français
  - Ievgueni Tsyganov pour son rôle dans Odessa

### Nika de la meilleure actrice dans un second rôle
- Nina Drobicheva pour son rôle dans Le Français
- Natalia Teniakova pour son rôle dans Le Français
  - Vera Alentova pour son rôle dans Dimanche

### Nika du meilleur scénario
- Dmitri Gloukhovski pour Texto (Текст)
  - Sergueï Dvortsevoï pour Ayka (Айка)
  - Youssoup Razykov pour Le Kérosène (Керосин)
  - Andreï Smirnov pour Le Français (Француз)

### Nika de la meilleure photographie
- Alexeï Simonov pour Michel-Ange
  - Ksenia Sereda pour Une grande fille
  - Aïrat Yamilov pour Le Garçon russe (Мальчик русский)

### Nika du meilleur montage
- Peter Markovitch pour Ayka (Айка)
  - Boris Goutz pour La mort face à nous (Смерть нам к лицу)
  - Vadim Krasnitski pour La Fidélité (Верность)

### Nika de la meilleure musique
- Anna Droubitch pour Odessa
  - Evgueni Galperine pour Une grande fille
  - Sergueï Starostine pour Le Kérosène (Керосин)

### Nika du meilleur son
- Rostislav Alimov pour Une grande fille
  - Roustam Akhadov pour Odessa
  - Pavel Doreouli pour Le Kérosène (Керосин)

### Nika des meilleurs décors
- Maurizio Sabatini pour Michel-Ange
  - Elena Joukova pour Le Garçon russe (Мальчик русский)
  - Sergueï Ivanov pour Une grande fille

### Nika des meilleurs costumes
- Dmitri Andreev pour Michel-Ange
  - Olga Bakhareva pour Le Garçon russe (Мальчик русский)
  - Lioudmila Gaintseva pour Le Français (Француз)
  - Olga Smirnova pour Une grande fille

### Nika de la révélation de l'année
- Alexander Zolotoukhine, réalisateur de Le Garçon russe (Мальчик русский)
  - Boris Akopov, réalisateur de Le Taureau (Бык)
  - Evguenia Obraztsova, actrice dans Le Français (Француз)

### Statistiques

#### Récompenses/nominations multiples
5/9 : Le Français (Француз)
3/4 : Michel-Ange (Грех)
2/8 : Une grande fille (Дылда)
2/5 : Ayka (Айка)
2/4 : Odessa (Одесса)
1/4 : Le Garçon russe (Мальчик русский)
0/3 : Le Kérosène (Керосин)
0/2 : Dimanche / La Fidélité (Верность)

## Palmarès des films sortis en 2020

### Nika du meilleur film
- Chers Camarades ! (Дорогие товарищи) de Andreï Kontchalovski
  - A Siege Diary (Блокадный дневник) de Andreï Zaïtsev
  - Docteur Lisa (Доктор Лиза) de Oxana Karas
  - The Whaler Boy (Китобой) de Philipp Youriev
  - L'Épouvantail (Пугало) de Dmitri Davidov

### Nika du meilleur film de CEI, de Géorgie et des États baltes
- Chambala (Шамбала) de Artykpay Suyundukov •  Kirghizistan
  - Deux mille chansons de Farida (Две тысячи песен Фариды) de Yalkin Touytchiev •  Ouzbékistan
  - Yellow Cat (Жёлтая кошка) de Adilkhan Yerzhanov •  Kazakhstan
  - Ot smerti do smerti (От смерти до смерти) de Baydarov Khilal Uzeyi •  Azerbaïdjan
  - Zhanym, ty ne poverich (Жаным, ты не поверишь) de Ernar Nourgaliev •  Kazakhstan

### Nika du meilleur documentaire
- Fouiller (Котлован) de Andrei Gryazev
  - Le Sel (Соль) de Vladimir Eisner
  - Homo Sperans (Человек неунывающий) de Andreï Kontchalovski

### Nika du meilleur film d'animation
- Mélodie d'un arbre à cordes (Мелодия струнного дерева) de Irina Evteeva
  - 10 000 affreuses taches (10 000 безобразных пятен) de Dmitri Geller
  - Boxballet (Боксбалет) de Anton Diakov

### Nika du meilleur réalisateur
- Andreï Kontchalovski pour Chers Camarades ! (Дорогие товарищи)
  - Dmitri Davidov pour L'Épouvantail (Пугало)
  - Andreï Zaïtsev pour A Siege Diary (Блокадный дневник)

### Nika du meilleur acteur
- Alexandre Pal pour son rôle dans Plus profond !
  - Andreï Bourakovski pour son rôle dans Docteur Lisa
  - Alexandre Karnaouchkine pour son rôle dans Septième course autour du Globe terrestre

### Nika de la meilleure actrice
- Ioulia Vyssotskaïa pour son rôle dans Chers Camarades !
- Tchoulpan Khamatova pour son rôle dans Docteur Lisa
  - Natalia Pavlenkova pour son rôle dans Conférence
  - Valentina Romanova-Chyskyyrai pour son rôle dans L'Épouvantail

### Nika du meilleur acteur dans un second rôle
- Sergueï Dreïden pour son rôle dans A Siege Diary
  - Youri Borisov pour son rôle dans Les Patins d'argent
  - Vladimir Maizinger pour son rôle dans L'Homme de Podolsk

### Nika de la meilleure actrice dans un second rôle
- Tatiana Doguileva pour son rôle dans Docteur Lisa
  - Olga Lapchina pour son rôle dans Conférence
  - Anna Oukolova pour son rôle dans La Terre d'Elsa

### Nika du meilleur scénario
- Mikhaïl Segal pour Plus profond ! (Глубже!)
  - Andreï Kontchalovski et Dmitri Gloukhovski pour Chers Camarades ! (Дорогие товарищи)
  - Youlia Loukchina et Dmitri Danilov pour L'Homme de Podolsk (Человек из Подольска)

### Nika de la meilleure photographie
- Irina Ouralskaya pour A Siege Diary
  - Igor Griniakine pour Les Patins d'argent
  - Andreï Naïdionov  pour Chers Camarades !

### Nika du meilleur montage
- Maria Likhacheva et Dmitri Slobtsov pour Les Patins d'argent
  - Karolina Machievska, Alexander Krylov et Philip Yuriev pour The Whaler Boy
  - Sergueï Taraskin et Karolina Machievska  pour Dear Comrades

### Nika de la meilleure musique
- Anna Droubitch pour Hypnose
  - Alexeï Aïgui pour Retour vers les steppes des Sarmates'
  - Youri Poteeenko  pour Docteur Lisa

### Nika du meilleur son
- Polina Volynkina pour Chers Camarades !
  - David Vranken pour The Whaler Boy
  - Ivo Kheger pour A Siege Diary

### Nika des meilleurs décors
- Alexander Zagoskine pour Les Patins d'argent
  - Irina Otchina pour Chers Camarades !
  - Iraida Shultz pour A Siege Diary

### Nika des meilleurs costumes
- Tatiana Patrahaltseva et Galia Solodovnikova pour Les Patins d'argent
  - Konstantin Mazour pour Chers Camarades !
  - Ekaterina Khimicheva pour A Siege Diary

### Nika de la révélation de l'année
- Philip Youriev, réalisateur et scénariste de The Whaler Boy
  - Mikhaïl Lokchine, réalisateur de Les Patins d'argent
  - Semyon Serzine, réalisateur de L'Homme de Podolsk

### Statistiques

#### Récompenses/nominations multiples
4/9 : Dear Comrades
2/7 : A Siege Diary
3/6 : Les Patins d'argent
2/5 : Docteur Lisa
1/4 : The Whaler Boy
2/2 : Plus profond !
0/3 : L'Épouvantail / L'Homme de Podolsk
0/2 : Conférence